# Ophiogobius jenynsi
Az Ophiogobius jenynsi a csontos halak (Osteichthyes) főosztályának a sugarasúszójú halak (Actinopterygii) osztályába, ezen belül a sügéralakúak (Perciformes) rendjébe, a gébfélék (Gobiidae) családjába és a Gobiinae alcsaládjába tartozó faj.
Nemének egyetlen faja.

## Előfordulása
Az Ophiogobius jenynsi előfordulási területe a Csendes-óceán délkeleti részén, Chile partjainál van.

## Megjelenése
A hátúszóján 8 tüske ül. 32 csigolyája van.

## Életmódja
Szubtrópusi, tengeri gébféle, mely a kavicsos és törmelékes fenéken tartózkodik. Tápláléka kisebb rákokból áll.